# Enrico Credendino
Enrico Credendino (Torino, 21 gennaio 1963) è un ammiraglio italiano, dal 6 novembre 2021 Capo di stato maggiore della Marina Militare.

## Biografia
È entrato all'Accademia navale di Livorno nel 1980 e ha terminato il corso normale nel 1984, corso Maestrale, con il grado di guardiamarina.
Dal 1984 a settembre 1995 è stato imbarcato sugli incrociatori Vittorio Veneto e Andrea Doria e sul cacciatorpediniere Ardito, comandando anche il pattugliatore Spica da settembre 1992 a settembre 1993.
Dopo aver svolto alcuni incarichi operativi a terra, tra cui quello di Comandante alla Prima e Seconda Classe degli Allievi Ufficiali dei Ruoli Normali presso l'Accademia Navale di Livorno tra il 1995 ed il 1997, ha rivestito il comando della fregata Maestrale da ottobre 2000 a ottobre 2001 e della 1ª squadriglia pattugliatori – disimpegnando anche l'incarico di ufficiale relatore della scuola di comando navale, da ottobre 2001 a settembre 2002.
Da ottobre 2002 è rientrato in Accademia Navale per rivestire l'incarico di Direttore dei Corsi Allievi (DCA).
A ottobre 2006 ha avuto il comando del cacciatorpediniere Francesco Mimbelli, che ha mantenuto per un anno.
Da gennaio 2008 è stato capo dell'ufficio Politica delle Alleanze dello Stato Maggiore della difesa e da novembre 2010 fino a luglio 2011 vicecapo del reparto Pianificazione generale dello Stato Maggiore della Marina.
Il 1º luglio 2011 è stato promosso Contrammiraglio e al 20 luglio è stato nominato vicecomandante delle Forze d'Altura e deputy commander of the Italian Maritime Forces; dal 27 luglio comandante della Forza anfibia italo-spagnola (2011-2013)  e dal 1º gennaio 2012 comandante del Gruppo navale italiano. Dal 6 agosto al 7 dicembre 2012 è stato anche al comando della forza navale europea EU NAVFOR impegnata nell'operazione "Atalanta" contro la pirateria nelle acque del Corno d'Africa.
Da agosto 2013 è capo del 3º reparto Pianificazione generale dello Stato Maggiore della Marina. Nel 2014 è stato promosso Ammiraglio di Divisione.
Il 18 maggio 2015 è stato designato dal consiglio degli Esteri e della difesa dell'UE comandante della missione "EU NAVFOR MED" contro il traffico di esseri umani nel Mediterraneo.
Denominata Operazione Sophia”, è stata la prima missione militare marittima dell’Unione Europea a fornire sicurezza nel Mediterraneo centrale, è durata fino al 20 febbraio 2020.
È stato promosso Ammiraglio di Squadra il 1º gennaio 2019.
Il 12 marzo 2020 ha assunto l’incarico di Comandante delle scuole della Marina Militare.
Dal 16 luglio 2021 ha assunto l'incarico di Comandante in Capo della Squadra Navale (CINCNAV) subentrando all'Ammiraglio Paolo Treu.
Il 19 ottobre 2021 il Consiglio dei ministri lo ha nominato Capo di stato maggiore della Marina Militare, subentrando all'Ammiraglio Giuseppe Cavo Dragone ed insediandosi nell'incarico il 6 novembre successivo.
È sposato ed ha una figlia.

## Formazione
Ha conseguito la maturità presso la SHAPE International School a Casteau in Belgio.
Si è laureato con lode in scienze marittime e navali presso l'Università di Pisa e in scienze politiche presso l'Università di Trieste; ha inoltre conseguito il master di II livello in security advanced studies presso l'Università di Perugia.
Nel 1998-1999 ha partecipato al 2º corso su advanced command and staff a Bracknell (Regno Unito) e nel 2007-2008 al 59º corso del Centro alti studi per la difesa a Roma.